# Pankaiuká
Os Pankaiuká são um povo indígena que vive no Brasil, na região Nordeste.